# تپه زنگلان
تپه زنگلان مربوط به هزاره اول قبل از میلاد است و در شهرستان خوی، بخش چایپاره، روستای زنگلان واقع شده و این اثر در تاریخ ۱۰ خرداد ۱۳۸۲ با شمارهٔ ثبت ۸۹۱۱ به‌عنوان یکی از آثار ملی ایران به ثبت رسیده است.